# Beagle Husky
El Beagle Husky (originalmente, Auster D.5 e inicialmente designado Auster J/1Y) fue un avión ligero británico de tres asientos construido en la década de 1960, que se originó a partir de un requisito de la Fuerza Aérea portuguesa de un avión de enlace/entrenamiento, un desarrollo del Auster Alpha. Voló por primera vez como diseño de Auster en enero de 1960, pero Beagle Aircraft se hizo cargo de esa empresa en septiembre del mismo año. Inicialmente estaba disponible con un motor Lycoming O-320 de 160 hp como Auster D.5/160.

## Diseño y desarrollo
Auster Aircraft construyó veintidós D.5/160 para Portugal en su fábrica de Rearsby, Leicestershire, además de un único D.5/180 (el primer avión de este tipo, con un motor Lycoming O-360 de 180 hp). Auster construyó 141 juegos de componentes de D.5/160 y los envió a Portugal desde Rearsby para su ensamblaje bajo licencia por las Oficinas Gerais de Material Aeronautico (OGMA), y también se enviaron 5 juegos de modificación para convertir D.5/160 al estándar D.5/180. El número exacto de aviones completados por OGMA es objeto de controversia, pero es probable que se completaran 138 aviones D.5, un juego se convirtió en un fuselaje de pruebas y otros dos quedaron como fuentes de repuestos. El Museo del Aire portugués conserva dos ejemplares; uno de ellos en condiciones de vuelo.
Se vendieron otros tres Auster D.5/160 al Congo. Posteriormente, Beagle desarrolló el D.5/160 como el Beagle D.5/180 Husky con un motor Lycoming O-360 de 180 hp, siendo el primero el G-ASBV, que voló por primera vez en 1962. Sólo se fabricaron 15 Husky antes de que se interrumpiera la producción en 1967. Dado que cada avión se fabricaba por encargo según las especificaciones de cada cliente y no existía un diseño estándar de Beagle Husky, la producción resultaba antieconómica. Se estimó que el coste de cada Husky era de 6045 libras esterlinas, 1747 libras más que el precio de mercado en el Reino Unido.
El último Husky, OE-DEW (c/n 3691), fue el último de aproximadamente 3868 aviones de la línea Auster producidos por Auster/Beagle; este avión regresó al Reino Unido, está registrado como G-AXBF y estaba en condiciones de vuelo en 2018. Posteriormente se completaron algunos fuselajes más de diversos modelos Auster a partir de fuselajes de repuesto o fueron convertidos de forma privada.
La designación "A.113" fue sólo un número de diseño y no se utilizó en material promocional ni en registros de aeronaves ante la Autoridad de Aviación Civil, donde se prefería el término "D.5/180". Además, el nombre Husky sólo se le dio a esta versión y no a la D.5/160.

## Variantes
Auster D.5/160
Triplaza con motor Lycoming O-320-A2A de 160 hp, 23 construidos.
Auster D.5/180
D.5 con motor Lycoming O-360-A1A de 180 hp, 2 construidos.
Beagle D.5/180 Husky (A.113)
Designación de Beagle para el Auster D.5/180, 14 construidos y uno convertido.
OGMA D.5/160
Producción de OGMA, 134 construidos.
OGMA D.5/180
Producción de OGMA, 4 construidos.

## Operadores
Birmania
- Fuerza Aérea de Birmania

 Portugal
- Fuerza Aérea Portuguesa

 Reino Unido

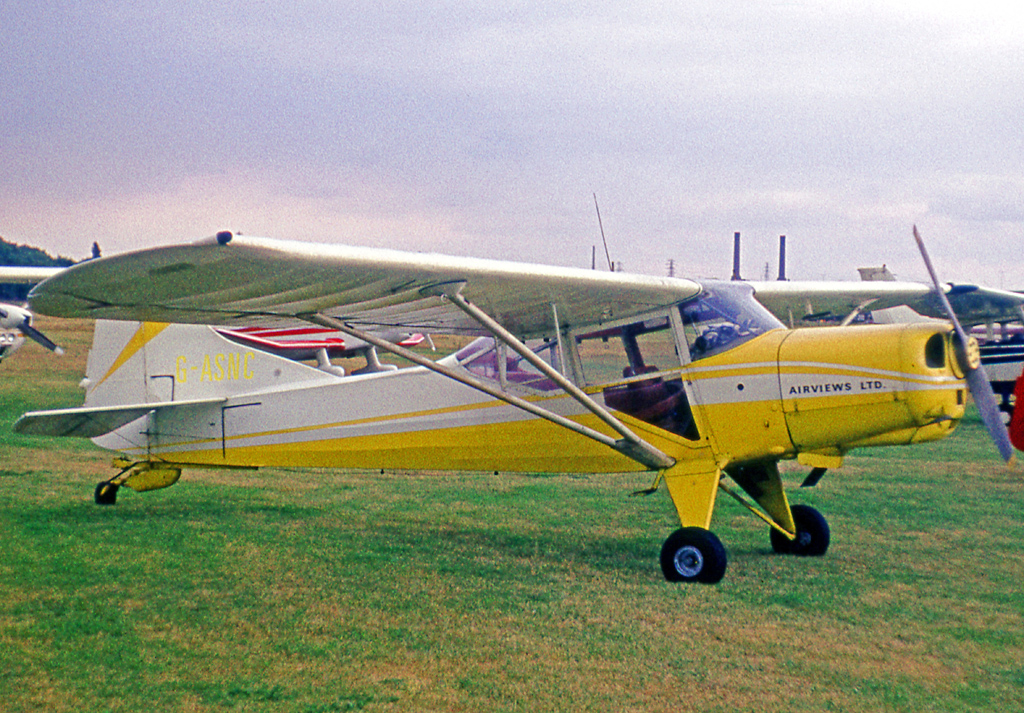
Husky de Airviews Ltd, Manchester, en 1971, equipado para el remolcado de banderolas y fotografía.

- Real Fuerza Aérea: Sir Billy Butlin ganó un Beagle Husky (XW635) en un sorteo y lo presentó al Cuerpo de Entrenamiento Aéreo de la RAF en 1969. Voló con el No. 5 Air Experience Flight, volando cadetes aéreos desde el aeropuerto de Cambridge hasta que fue retirado en 1989 y vendido a un operador civil. [11]

 Tailandia
- Policía Real Tailandesa: un solo avión.

## Especificaciones (D.5/160)
Referencia datos: British Civil Aircraft since 1919: Volume I

### Características generales
- Tripulación: Uno (piloto)
- Capacidad: 2 pasajeros
- Longitud: 7,1 m (23,4 ft)
- Envergadura: 11 m (36 ft)
- Altura: 2,4 m (7,9 ft)
- Superficie alar: 17,2 m² (185,1 ft²)
- Peso vacío: 658 kg (1450,2 lb)
- Peso cargado: 1111 kg (2448,6 lb)
- Planta motriz: 1× motor bóxer de 4 cilindros refrigerado por aire Lycoming O-320-A2A.
  - Potencia: 120 kW (165 HP; 163 CV)
- Hélices: Bipala

### Rendimiento
- Velocidad máxima operativa (Vno): 201 km/h (125 MPH; 109 kt)
- Velocidad crucero (Vc): 174 km/h (108 MPH; 94 kt)
- Alcance: 740 km (400 nmi; 460 mi)
- Techo de vuelo: 3900 m (12 795 ft)
- Régimen de ascenso: 3,3 m/s (650 ft/min)

## Aeronaves relacionadas

### Desarrollos relacionados
- Auster Alpha

### Secuencias de designación
- Secuencia Alfanumérica (interna de Auster): ← Antarctic - Atlantic - D.4 - D.5 - D.6 - AOP.11
- Secuencia B._ (interna de Beagle): ← B.242 - Basset - Bulldog - Husky - Pup - Terrier